# Gottfried Händel
Gottfried Händel (* 17. November 1644 in Bayreuth; † 14. September 1698 in Bayreuth) war ein deutscher evangelischer Theologe und Lieddichter.

## Leben
Nachdem er 1664 Pfarrer in Thuisbrunn und 1666 in Hetzelsdorf gewesen war, ging er nach Frauenaurach, wo er am dortigen Kloster wirkte. 1670 geht er als Prediger und Professor nach Heilsbronn. Von dort wurde im Dezember 1674 als Konsistorialrat, Hof und Stiftsprediger nach Ansbach berufen, wo er kurz darauf Generalsuperintendent wurde. Am 6. Mai 1677 begab er sich an die Universität Wittenberg, erwarb sich am 30. Mai das Lizentiat der Theologie und am 21. August desselben Jahres promovierte er zum Doktor der Theologie. 1695 legte er seine hohen Kirchenämter nieder und behielt nur die Stelle des Stadtpfarrers, die er bis zu seinem Ableben bekleidete.
Händel hatte mehrere Erbauungsschriften herausgegeben, in welchen sich auch geistliche Lieder befinden. Zudem verfasste er mehrere Dissertation, Programme, Buß- und Leichenpredigten. Von seinen Liedern gelangten einige in das Ansbacher Gesangbuch von 1700. Ein Lied von ihm befindet sich im Gesangbuch von Johann Anastasius Freylinghausen.
Sein Sohn ist Christoph Christian Händel.